# سیارک ۱۲۵۴۷۶
سیارک ۱۲۵۴۷۶ (به انگلیسی: 125476 Frangarcia، نامگذاری:2001WE16) صد و بیست و پنج هزار و چهارصد و هفتاد و ششمین سیارک کشف شده‌است که در ۲۷ نوامبر ۲۰۰۱ کشف شد.